# 伊勢屋本店
株式会社伊勢屋本店（いせやほんてん）は、兵庫県姫路市の西二階町商店街に本店がある和菓子の老舗。

## 由緒
創業は元禄年間（1688年～1703年）といわれる。天保年間（1830年～1843年）に姫路藩家老河合寸翁の推挙により江戸で菓子を学び、帰姫後は藩の御用菓子商となった。
代表商品の「玉椿」は、藩主酒井忠学と11代将軍徳川家斉の25女・喜代姫との婚礼に当たって考案され、河合寸翁が命名したという。

## 商品

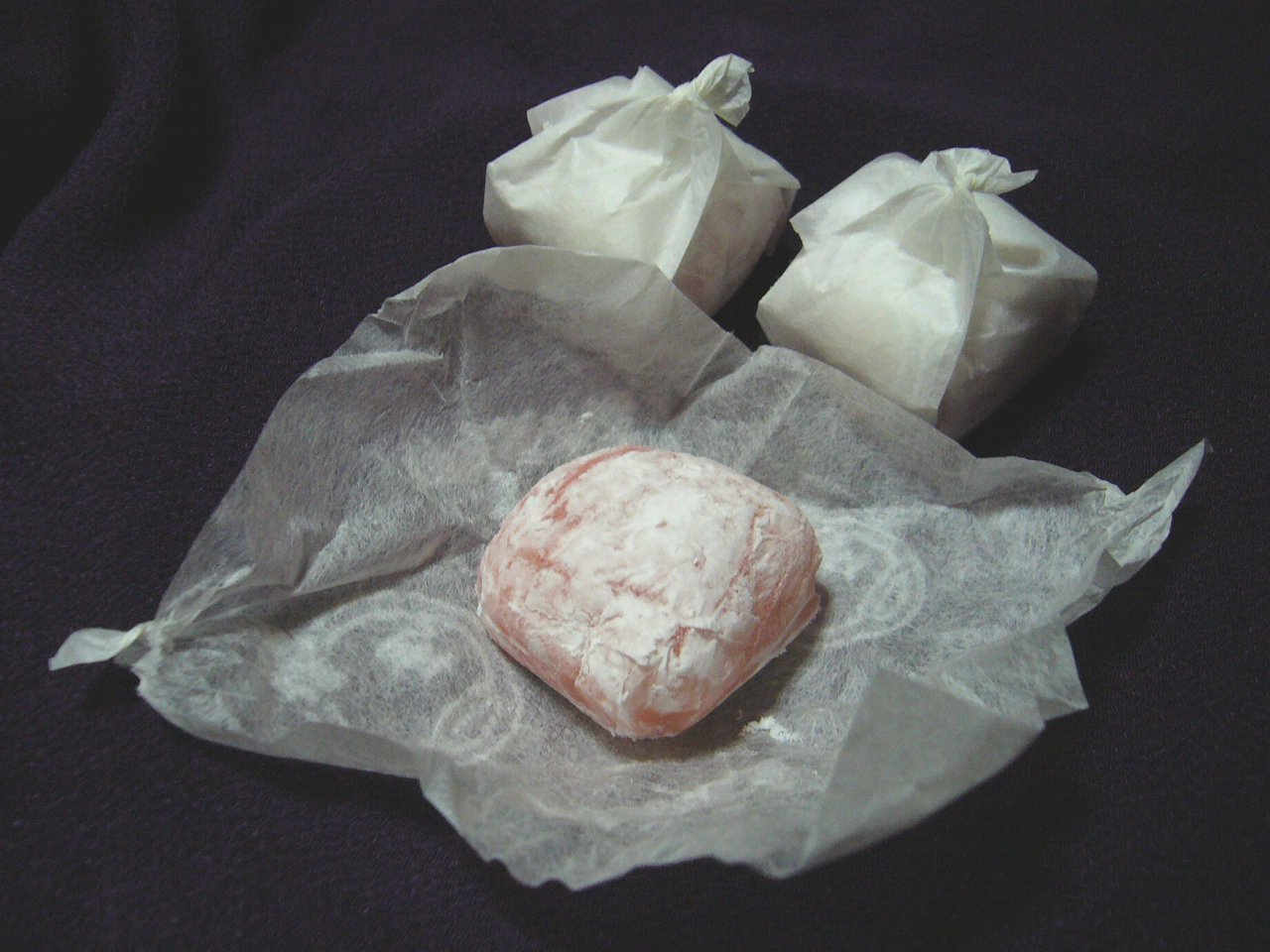
玉椿

- 玉椿　（1961年に名古屋市で開かれた第15回全国菓子大博覧会において名誉総裁賞を受賞。
- 塩味饅頭
- 千姫すいーと
- 官兵衛兵糧餅
- 黒田官兵衛 餅三笠
- 薯蕷塩味饅頭
- 雨華最中
- 火打焼
- 花在処
- 花祥月
- 千姫ばうむくーへん
- 栗名代
- 禅の心